# Jordskott – Die Rache des Waldes
Jordskott – Die Rache des Waldes (Originaltitel: Jordskott; /juːɖskɔ⁠tː/) ist eine schwedische Fernsehserie mit Krimi- und Mystery-Elementen. Entwickelt wurde sie von Henrik Björn, produziert von Palladium Fiction. In den Hauptrollen sind Moa Gammel, Göran Ragnerstam und Richard Forsgren zu sehen. Die Serie erschien 2015 und 2017 in zwei Staffeln mit insgesamt 18 Episoden und ist auch bekannt unter dem deutschen Titel Jordskott – Der Wald vergisst niemals.

## Begriffserklärung
Als „Jordskott“ (auch „Jordkast“) bezeichnet man in Schweden ein Naturphänomen, bei welchem sich zur Winterzeit auf freiem Feld ein scharf abgegrenztes Stück gefrorenen Bodens von seiner früheren Position wegbewegt und dabei ein Loch in der Erde hinterlässt. Damit kann aber auch der Teil eines pflanzlichen Ablegers gemeint sein, der unterirdisch oder knapp oberirdisch lokalisiert ist.

## Inhalt
In der Serie ist „Jordskott“ ein Parasit, der schwere Verletzungen heilen kann, sich jedoch nie mehr aus dem Körper entfernen lässt. Wird er nicht ausreichend ernährt, beginnt er, den eigenen Wirt von innen heraus aufzufressen. Stirbt der Parasit, stirbt auch sein Wirt. Außerdem verleiht er außergewöhnliche Fähigkeiten und hat in Überdosierung „verheerende Auswirkungen“.
Polizeiinspektorin Eva Thörnblad kehrt in das Dorf Silverhöjd zurück, in dem ihre Tochter Josephine vor sieben Jahren in der Nähe des Ortes verschwunden ist. Sie wurde nie gefunden und man nimmt an, dass sie im nahe gelegenen See ertrank. Eva kehrt zurück, weil ein kleiner Junge auf ähnliche Art und Weise wie ihre Tochter verschwunden ist. Gleichzeitig muss sie sich mit dem Nachlass ihres verstorbenen Vaters auseinandersetzen, der ihr die holzverarbeitende Firma Thörnblad Cellulosa hinterlassen hat. Bald stellt Eva fest, dass das Verschwinden der Kinder mit den Auswirkungen der Firma ihres Vaters zusammenhängt und ein Konflikt zwischen denen, die den Wald schützen wollen, und den Bewohnern des Ortes, der auf Basis der Holzverarbeitung lebt, dahinter steckt. Nachdem Eva bei einem Mordanschlag mit einer Schusswaffe schwer verletzt wurde, wird ihr als letzte Rettungsmöglichkeit der Jordskott-Parasit verabreicht. Es stellt sich heraus, dass auch eine Reihe anderer Personen, darunter ihr verstorbener Vater, diesen Parasiten tragen.

## Besetzung und Synchronisation
Die Serie wird bei der Interopa Film vertont. Christian Schneider schreibt die Dialogbücher, Michael Bartel führte die Dialogregie der ersten Staffel, diese Aufgabe übernimmt inzwischen Peter Freund.
| Rolle               | Schauspieler       | Synchronsprecher     |
| ------------------- | ------------------ | -------------------- |
| Eva Thörnblad       | Moa Gammel         | Katrin Zimmermann    |
| Göran Wass          | Göran Ragnerstam   | Hans Hohlbein        |
| Tom Aronsson        | Richard Forsgren   | Sven Gerhardt        |
| Gustav Borén        | Peter Andersson    | Volkert Kraeft       |
| Harry Storm         | Ville Virtanen     | Joachim Kaps         |
| Josefine            | Stina Sundlöf      | Vivien Gilbert       |
| Ylva                | Vanja Blomkvist    | Denise Gorzelanny    |
| Gerda Gunnarsson    | Lia Boysen         | Christin Marquitan   |
| Pekka Koljonen      | Johannes Brost     | Peter Reinhardt      |
| Olof Gran           | Hans Mosesson      | Reinhard Scheunemann |
| Nicklas Gunnarsson  | Henrik Knutsson    | Tino Kießling        |
| Martina Sigvardsson | Ann Petrén         | Isabella Grothe      |
| Esmeralda           | Happy Jankell      |                      |
| Jörgen Olsson       | Gustav Lindh       | Ricardo Richter      |
| Johan Thörnblad     | Lars-Erik Berenett | Kaspar Eichel        |
| Pierre Hedman       | Bengt Braskered    | Frank Röth           |
| Anette Blom         | Marianne Sand      | Andrea Aust          |
| Lina                | Alba August        |                      |
| Thomas Leander      | Felix Engström     | Thomas Nero Wolff    |

## Veröffentlichung
Premiere der 10-teiligen ersten Staffel war am 16. Februar 2015 auf SVT. Die deutschsprachige Erstausstrahlung lief vom 12. Mai bis zum 2. Juni 2016 auf Arte. Die Ausstrahlung der 8-teiligen zweiten Staffel hat am 15. Oktober 2017 in Schweden begonnen, in Deutschland am 24. Mai 2018 auf Arte.
Eine Veröffentlichung der Serie (1. Staffel) auf DVD und als Blu-ray erfolgte am 3. Juni 2016 und für die 2. Staffel am 8. Juni 2018.

## Episoden

### Staffel 1
| Nr. (ges.) | Nr. (St.) | Deutscher Titel | Originaltitel                                    | Erstausstrahlung Schweden | Deutschsprachige Erstausstrahlung (D) |
| ---------- | --------- | --------------- | ------------------------------------------------ | ------------------------- | ------------------------------------- |
| 1          | 1         | Folge 1         |                                                  | 16. Feb. 2015             | 12. Mai 2016                          |
| 2          | 2         | Folge 2         | Girighet som drivkraft                           | 23. Feb. 2015             | 12. Mai 2016                          |
| 3          | 3         | Folge 3         | Vikten av ett namn                               | 2. März 2015              | 12. Mai 2016                          |
| 4          | 4         | Folge 4         |                                                  | 9. März 2015              | 19. Mai 2016                          |
| 5          | 5         | Folge 5         | Naturen skyddar våra liv                         | 16. März 2015             | 19. Mai 2016                          |
| 6          | 6         | Folge 6         | En moders kärlek                                 | 23. März 2015             | 19. Mai 2016                          |
| 7          | 7         | Folge 7         | Ett försvarstal                                  | 30. März 2015             | 26. Mai 2016                          |
| 8          | 8         | Folge 8         | Förändrad dynamik                                | 6. Apr. 2015              | 26. Mai 2016                          |
| 9          | 9         | Folge 9         | I väntan på muns och de leende tyranniet         | 13. Apr. 2015             | 2. Juni 2016                          |
| 10         | 10        | Folge 10        | Prins Muns under jorden och början på något nytt | 20. Apr. 2015             | 2. Juni 2016                          |

### Staffel 2
| Nr. (ges.) | Nr. (St.) | Deutscher Titel | Originaltitel | Erstausstrahlung Schweden | Deutschsprachige Erstausstrahlung (D) |
| ---------- | --------- | --------------- | ------------- | ------------------------- | ------------------------------------- |
| 11         | 1         | Folge 11        | "Del XI"      | 15. Okt. 2017             | 24. Mai 2018                          |
| 12         | 2         | Folge 12        | "Del XII"     | 22. Okt. 2017             | 24. Mai 2018                          |
| 13         | 3         | Folge 13        | "Del XIII"    | 29. Okt. 2017             | 24. Mai 2018                          |
| 14         | 4         | Folge 14        | "Del XIV"     | 5. Nov. 2017              | 31. Mai 2018                          |
| 15         | 5         | Folge 15        | "Del XV"      | 12. Nov. 2017             | 31. Mai 2018                          |
| 16         | 6         | Folge 16        | "Del XVI"     | 19. Nov. 2017             | 31. Mai 2018                          |
| 17         | 7         | Folge 17        | "Del XVII"    | 26. Nov. 2017             | 7. Juni 2018                          |
| 18         | 8         | Folge 18        | "Del XVIII"   | 3. Dez. 2017              | 7. Juni 2018                          |

## Preise
Die Serie wurde im Jahr 2015 in der Kategorie „TV-Drama“ mit dem schwedischen Fernsehpreis Kristallen ausgezeichnet.

## Kritik
In der FAZ urteilte der Journalist Matthias Hannemann anlässlich des Erscheinens der ersten Staffel: „Dass man die Bezüge der Serie zur nordischen Mythologie ernst nimmt, statt über Szenen wie jene mit der Topfpflanze zu lachen, liegt nicht bloß an der wohltemperierten Story. „Jordskott“ bindet den Zuschauer durch einen herausragenden, […] Soundtrack. Der Mensch ist im beseelten Wald nur zu Gast. Atmosphärisch ist das ebenso einnehmend wie die Landschaftskulissen, […]. Das trägt über manche Holzschnitzereien im Plot hinweg und macht süchtig nach diesem Zauberwald des Gruselns.“